# Wangyel Dorji
Wangyel Dorji, ou Wangay Dorji, né le 9 janvier 1974 à Thimphou, est un footballeur originaire du Bhoutan. Il évolue au poste d'attaquant. Il est certainement le plus grand attaquant de l'histoire du football dans son pays. 

## Biographie
Il a connu son heure de gloire le 30 juin 2002, jour de la finale de la coupe du monde lorsqu'un match fut organisé entre le Bhoutan et Montserrat, qui étaient alors les deux dernières équipes du classement établi par la FIFA. Wangyel Dorji marqua trois buts, le Bhoutan l'emporta 4-0. Le match servit de base à un film documentaire : L'Autre Finale, qui permet à l'équipe, et à Wangyel Dorji en particulier, en tant que capitaine, de jouir d'une petite notoriété internationale,,,,,.
Wangyel Dorji est l'actuel 2e meilleur buteur de sa sélection, avec 5 réalisations derrière Chencho Gyeltshen et ses 10 buts en sélection.